# Geh aus, mein Herz, und suche Freud

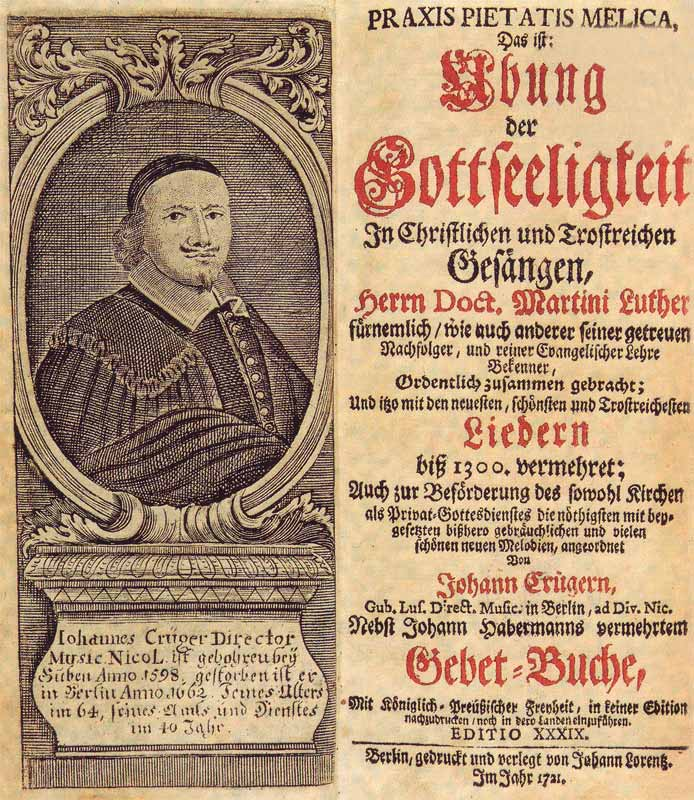
Titelbild von Praxis Pietatis Melica, Auflage von 1721.

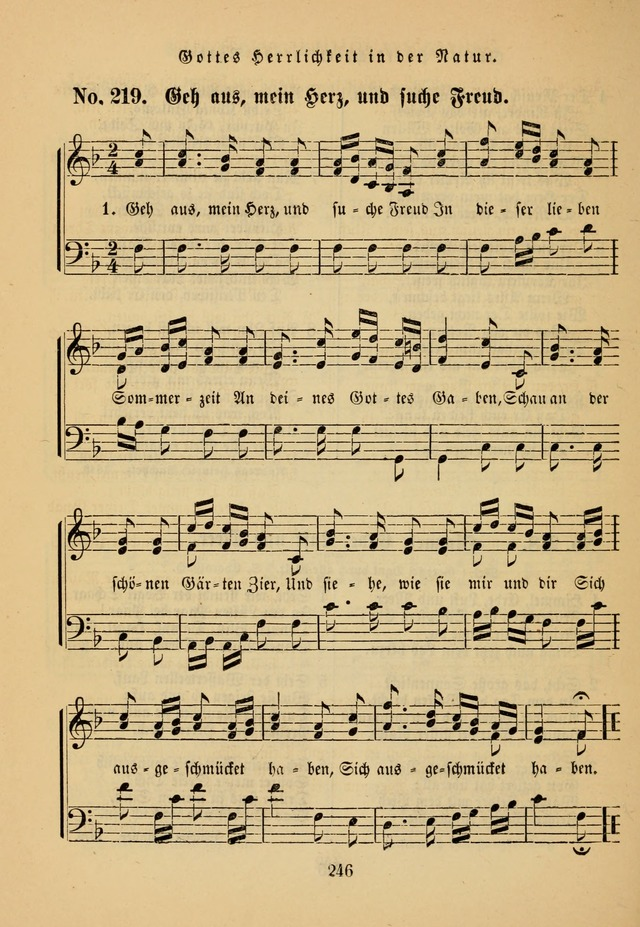
Melodie und dreistimmiger Satz im Sonntagschulbuch für Evangelisch-Lutherische Gemeinden, Philadelphia 1876

Geh aus, mein Herz, und suche Freud ist ein geistliches Sommerlied von Paul Gerhardt (1607–1676).
Erstmals veröffentlicht wurde das Gedicht 1653 in der fünften Auflage von Johann Crügers Gesangbuch Praxis Pietatis Melica.

## Inhalt
Der weit ausholende Liedtext, der in Paul Gerhardts originaler Fassung 15 Strophen umfasst, ist kunstvoll gegliedert: Die erste Strophe beginnt mit der Anrede an ein Gegenüber, hier als „mein Herz“ (zu jener Zeit die Anrede an einen geliebten Menschen) bezeichnet, und fordert dieses auf, hinauszugehen zur Betrachtung der sommerlichen Natur und zur Bewunderung ihrer Schönheit. Dass es sich um zwei verschiedene Rollen handelt, um einen Sprecher und ein Objekt der Ansprache, wird in 1,5 in den Worten deutlich: „siehe / wie sie mir und dir Sich ausgeschmücket haben“. Die Strophen 2–7 beschreiben Gottes Schöpfung in ihrer irdischen Schönheit, erst die Pflanzenwelt und die Tiere in der freien Wildbahn (Strophen 2 und 3–4), dann kommt der Mensch dazu, der von den Gaben der Natur lebt, von Schafen und Bienen, von Wein und Weizen (Strophen 5–7). In Strophe 8, also genau in der Mitte des Gedichts, spricht das lyrische Ich, hier wohl der Dichter im eigenen Namen, von sich selbst: Er „selbsten kan und mag nicht ruhn“, weil „des grossen Gottes grosses thun“ alle seine Sinne „erweckt“, ihn also über den Preis der Schöpfung zum ganzheitlichen („alle Sinne“) Lobpreis Gottes hinführt.
Der zweite Teil handelt nicht mehr vom Garten im wörtlichen Sinn, sondern – analog zur alten Lehre vom vierfachen Schriftsinn – erst von der überragenden Schönheit des himmlischen Gartens (Strophen 9–11: anagogischer Sinn), dann von der Aufgabe, die sich in diesem Leben stellt, nämlich Gott zu loben und „Glaubensfrüchte“ zu bringen (Strophen 12–14: moralischer Sinn). Dabei werden die Bilder aus der Natur zu Metaphern, wenn Gott gebeten wird zu helfen, „dass ich dir werd ein guter Baum“, oder „dass zu deinem Ruhm ich deines Gartens schöne Blum und Pflanze möge bleiben“ (14). Die letzte Strophe bindet „hier und dort“, also die Strophen 9–14, ausdrücklich zusammen in der Selbstverpflichtung zu ewigem „Dienen“, das „dir und deiner Ehr / und sonsten keinem mehr“ gelten soll.
Viele Abdrucke des Textes beschränken sich auf die Auswahl der Strophen 1–3 und 8. In dieser Form verselbständigte sich das Lied zum Volkslied.

## Text
Originalfassung (ohne Lang-s, Rund-r und Tilden)

1. Geh aus / mein hertz / und suche freud

In dieser lieben sommerzeit

An deines Gottes gaben:

Schau an der schönen gärten zier

Und siehe / wie sie mir und dir

Sich ausgeschmücket haben.

2. Die bäume stehen voller laub /

Das erdreich decket seinen staub

Mit einem grünen kleide

Narcissus und die Tulipan /

Die ziehen sich viel schöner an /

Als Salomonis seyde.

3. Die lerche schwingt sich in die luft /

Das täublein fleugt aus seiner kluft /

Und macht sich in die wälder.

Die hochbegabte nachtigal

Ergötzt und füllt mit ihrem schall /

Berg / hügel / thal und felder.

4. Die glucke führt ihr völcklein aus /

Der storch baut und bewohnt sein haus /

Das schwälblein speist die jungen /

Der schnelle hirsch / das leichte reh

Ist froh / und kömmt aus seiner höh

Ins tiefe graß gesprungen.

5. Die bächlein rauschen in dem sand /

Und mahlen sich in ihrem rand /

Mit schattenreichen myrthen /

Die wiesen ligen hart dabey /

Und klingen gantz vom lustgeschrey

Der schaf und ihrer hirten.

6. Die unverdroßne bienenschaar

Fleucht hin und her / sucht hie und dar

Ihr edle honigspeise.

Des süssen weinstocks starcker saft

Bringt täglich neue stärck und kraft

In seinem schwachen reise.

7. Der weitzen wächset mit gewalt /

darüber jauchzet jung und alt

Und rühmt die grosse güte

Des / der so überflüssig labt /

Und mit so manchem gut begabt

Das menschliche gemüthe.

8. Ich selbsten kan und mag nicht ruhn /

Des grossen Gottes grosses thun

Erweckt mir alle sinnen /

Ich singe mit / wenn alles singt /

Und lasse / was dem Höchsten klingt /

Aus meinem hertzen rinnen.

9. Ach denk ich / bist du hier so schön

Und läßst dus uns so lieblich gehn /

Auf dieser armen erden /

Was wil doch wol nach dieser welt /

Dort in dem vesten himmelszelt

Und güldnem schlosse werden.

10. Welch hohe lust / welch heller schein /

Wird wol in Christi garten seyn /

Wie muß es da wol klingen /

Da so viel tausent Seraphim /

Mit unverdroßnem mund und stimm /

Ihr Alleluja singen.

11. O wär ich da! o stünd ich schon /

Ach süsser Gott / für deinem thron /

Und trüge meine palmen:

So wolt ich nach der Engel weis /

Erhöhen deines Namens preis

Mit tausentschönen psalmen.

12. Doch gleichwol wil ich / weil ich noch

Hier trage dieses leibes joch /

Auch nicht gar stille schweigen /

Mein hertze soll sich fort und fort /

An diesem und an allem ort

Zu deinem lobe neigen.

13. Hilf mir und segne meinen Geist

Mit segen / der vom himmel fleußt /

Daß ich dir stetig blühe /

Gib / daß der sommer deiner gnad

In meiner seelen früh und spat

Viel glaubensfrücht erziehe.

14. Mach in mir deinem Geiste raum /

Daß ich dir werd ein guter baum,

Und laß mich wol bekleiben /

Verleihe / daß zu deinem ruhm

Ich deines gartens schöne blum

Und pflantze möge bleiben.

15. Erwehle mich zum Paradeis

Und laß mich bis zur letzten reis

An leib und seele grünen /

So wil ich dir und deiner ehr

Allein / und sonsten keinem mehr /

Hier und dort ewig dienen.
Heute üblicher Text

1. Geh aus, mein Herz, und suche Freud

in dieser lieben Sommerzeit

an deines Gottes Gaben;

Schau an der schönen Gärten Zier,

und siehe, wie sie mir und dir

sich ausgeschmücket haben.

2. Die Bäume stehen voller Laub,

das Erdreich decket seinen Staub

mit einem grünen Kleide;

Narzissus und die Tulipan,

die ziehen sich viel schöner an

als Salomonis Seide.

3. Die Lerche schwingt sich in die Luft,

das Täublein fliegt aus seiner Kluft

und macht sich in die Wälder;

die hochbegabte Nachtigall

ergötzt und füllt mit ihrem Schall

Berg, Hügel, Tal und Felder.

4. Die Glucke führt ihr Völklein aus,

der Storch baut und bewohnt sein Haus,

das Schwälblein speist die Jungen,

der schnelle Hirsch, das leichte Reh

ist froh und kommt aus seiner Höh

ins tiefe Gras gesprungen.

5. Die Bächlein rauschen in dem Sand

und malen sich an ihrem Rand

mit schattenreichen Myrten;

die Wiesen liegen hart dabei

und klingen ganz vom Lustgeschrei

der Schaf und ihrer Hirten.

6. Die unverdrossne Bienenschar

fliegt hin und her, sucht hier und da

ihr edle Honigspeise;

des süßen Weinstocks starker Saft

bringt täglich neue Stärk und Kraft

in seinem schwachen Reise.

7. Der Weizen wächset mit Gewalt;

darüber jauchzet jung und alt

und rühmt die große Güte

des, der so überfließend labt,

und mit so manchem Gut begabt

das menschliche Gemüte.

8. Ich selber kann und mag nicht ruhn,

des großen Gottes großes Tun

erweckt mir alle Sinnen;

ich singe mit, wenn alles singt,

und lasse, was dem Höchsten klingt,

aus meinem Herzen rinnen.

9. Ach, denk ich, bist du hier so schön

und lässt du’s uns so lieblich gehn

auf dieser armen Erden;

was will doch wohl nach dieser Welt

dort in dem reichen Himmelszelt

und güldnen Schlosse werden!

10. Welch hohe Lust, welch heller Schein

wird wohl in Christi Garten sein!

Wie muss es da wohl klingen,

da so viel tausend Seraphim

mit unverdrossnem Mund und Stimm

ihr Halleluja singen?

11. O wär ich da! O stünd ich schon,

ach süßer Gott, vor deinem Thron

und trüge meine Palmen:

So wollt ich nach der Engel Weis

erhöhen deines Namens Preis

mit tausend schönen Psalmen.

12. Doch gleichwohl will ich, weil ich noch

hier trage dieses Leibes Joch,

auch nicht gar stille schweigen;

mein Herze soll sich fort und fort

an diesem und an allem Ort

zu deinem Lobe neigen.

13. Hilf mir und segne meinen Geist

mit Segen, der vom Himmel fleußt,

dass ich dir stetig blühe;

gib, dass der Sommer deiner Gnad

in meiner Seele früh und spat

viel Glaubensfrüchte ziehe.

14. Mach in mir deinem Geiste Raum,

dass ich dir werd ein guter Baum,

und lass mich Wurzel treiben.

Verleihe, dass zu deinem Ruhm

ich deines Gartens schöne Blum

und Pflanze möge bleiben.

15. Erwähle mich zum Paradeis

und lass mich bis zur letzten Reis

an Leib und Seele grünen,

so will ich dir und deiner Ehr

allein und sonsten keinem mehr

hier und dort ewig dienen.

## Melodien
Der Liedtext wurde im Laufe seiner Rezeptionsgeschichte immer wieder mit verschiedenen Melodien verknüpft. Günter Balders hat vierzig Melodien nachgewiesen, von denen 15 direkt für diesen Text vorgesehen waren. Im von Johann Crüger 1653 herausgegebenen Erstdruck war der Text zunächst der Melodie des Liedes Den Herrn meine Seel erhebt zugeordnet.
Im Jahr 1667 veröffentlichte der Komponist Johann Georg Ebeling das Lied mit einer von ihm neu komponierten Weise in der Sammlung Pauli Gerhardi Geistliche Andachten. Diese stellt die erste eigens zu diesem Text komponierte Melodie dar. Sie erscheint als Diskant in einem vierstimmigen Chorsatz mit zwei instrumentalen Oberstimmen ad libitum. Ebelings Sammlung war sowohl für den liturgischen Gebrauch wie auch für die häusliche Andacht gedacht.
Die gegenwärtig bekannteste Melodie zu Gerhardts Text stammt von August Harder (1775–1813). Sie war ursprünglich eine Vertonung des Gedichts Die Luft ist blau, das Tal ist grün von Ludwig Hölty. Sie wurde dem Gerhardtschen Text erstmals 1836 von dem Organisten Friedrich Eickhoff (1807–1886) unterlegt. Diese Bearbeitung ist jedoch etwas problematisch, da die Form der Melodie eine Wiederholung der letzten Textzeile einer jeden Strophe verlangt, wodurch häufig Textzeilen von geringer Wichtigkeit ein zu starkes Gewicht zukommt. Der beschwingte, fröhliche Ton der Melodie passt dennoch sehr gut zum Charakter des Gerhardtschen Textes und trug sehr zur Beliebtheit des Liedes bei. Zusammen mit dieser Melodie ist der Text in EG 503 abgedruckt.
In den 1920er-Jahren wurde das Gedicht von dem Musikerzieher und Volksliedforscher Walther Hensel vertont. Diese Fassung findet sich unter anderem in der verbreiteten Liedersammlung Bruder Singer. Hensels in F-Dur gesetzte Melodie ist etwas getragener als die von Harder.

## Abgeleitete Kompositionen
Im Jahr 1948 schuf der Dresdner Kreuzkantor Rudolf Mauersberger, auf diesem Lied aufbauend, die Geistliche Sommermusik Geh aus, mein Herz, und suche Freud (RMWV 11).
Über die Melodie August Harders komponierte Gottfried Fischer einen kleinen Zyklus von Variationen über einzelne Strophen mit dem Titel Ein musikalischer Scherz für Orgel über „Geh aus, mein Herz, und suche Freud“.

## Verbreitung in Gesangbüchern (Auswahl)
Geh aus, mein Herz war seit seiner Erstveröffentlichung in allen weiteren vierzig Auflagen des Praxis pietatis melica abgedruckt. Erstmals in einem Gesangbuch findet es sich 1704. In gekürzter, in der Regel auf die erste Hälfte reduzierter Form wurde es im 19. Jahrhundert zum Volkslied, seit der Mitte des 19. Jahrhunderts gelangte es zunehmend in viele Gesangbücher der evangelischen Landes- und Freikirchen. In katholischen Gesangbüchern hat es so gut wie keine Berücksichtigung gefunden.
Im Folgenden erfolgt ein exemplarischer Überblick über die Aufnahme des Liedes in Gesangbücher aus dem 20. und 21. Jahrhundert. Teilweise werden nur einige Strophen ausgewählt, ebenso verschiedene Melodien, in den jüngeren Gesangbüchern in der Regel die von Harder.
- Evangelisches Gesangbuch Nr. 503 – 15 Strophen – Melodie: Harder.Orgeleinspielung: EG 503 Geh aus mein Herz und suche Freud
- Evangelisches Gesangbuch, Ausgabe Württemberg Nr. 676 – 4 Strophen (1, 13–15) – Melodie: Johannes Schmidlin.
- Evangelisches Kirchengesangbuch Nr. 371 – 15 Strophen – Melodie: Heut singt die liebe Christenheit (EKG Nr. 116; EG Nr. 143), 16. Jahrhundert / geistlich Nürnberg um 1555.
  - Da aus dem EKG der Stammteil übernommen wurde, findet es sich auch im Evangelisch-Lutherischen Kirchengesangbuch.
- Evangelisches Kirchengesangbuch, Ausgabe Württemberg Nr. 371 – 15 Strophen – 2. Melodie: Johannes Schmidlin.
- Feiern & Loben Nr. 493 – 11 Strophen (von den o. g.: 1–4, 7–10, 13–15) – Melodie: Harder.
- Gemeindelieder Nr. 494 – 8 Strophen (von den o. g.: 1–4, 7–9, 14) – Melodien: Harder; ab Str. 7: »16. Jahrhundert / geistlich Nürnberg um 1555«, d. i.: Sechs schöne Lieder.
- Gesangbuch der Evangelisch-methodistischen Kirche, Nr. 110 – 15 Strophen – Melodie: Harder; Nr. 111 – 1 Strophe mit Verweis auf Nr. 110 – Melodie: Johannes Schmidlin.
- Gesangbuch der Evangelischen Brüdergemeine Nr. 848 – 15 Strophen – Melodie: Harder.
- Gotteslob (Diözesanteil Hamburg, Hildesheim, Osnabrück) Nr. 865 – 10 Strophen – Melodie: Harder
- Mennonitisches Gesangbuch Nr. 455 – 11 Strophen (von den o. g.: 1–4, 6–8, 13–15) – Melodie: Harder.
- Mennonitisches Gesangbuch[10] Nr. 507 – 12 Strophen (von den o. g.: 1–4, 6–9, 11–15) – Melodie: Harder.

## Übersetzungen
Dänische Übersetzung „Gak ud, min sjæl, betragt med flid i denne skønne sommertid …“ von 1855 im dänischen Kirchengesangbuch Den Danske Salme Bog, Kopenhagen 1993, Nr. 674, übernommen im Kirchengesangbuch, Den Danske Salmebog,  Kopenhagen 2002, Nr. 726 (übersetzt von Chr. M. Kragballe 1855; neu bearbeitet 1953); ebenso im Gesangbuch der dänischen Heimvolkshochschulbewegung Højskolesangbogen, 18. Ausgabe, Kopenhagen 2006, Nr. 304, und dort auch auf Deutsch Nr. 305.